# Stickdragning
Stickdragning eller Dra sticka är något som används för att i en grupp avgöra vem som ska göra något, då man inte har någon frivillig.
Gruppledaren tar några stickor eller liknande objekt, såsom grässtrån, och ser till att en av dem är kortare än de andra. Sedan håller han dem på ett sätt så det ser ut som om de är lika långa. Alla i gruppen får sedan dra varsin och den som dragit det kortaste blir den som får utföra uppgiften.
Detta har lett till uttrycket Dra det kortaste strået, som innebär att man slumpmässigt, oturligt eller orättvist utvalts att utföra en uppgift eller utsättas för en bestraffning.